# Loreto, Corrientes
Loreto är en ort i Argentina.   Den ligger i provinsen Corrientes, i den nordöstra delen av landet, 800 km norr om huvudstaden Buenos Aires. Loreto ligger 79 meter över havet och antalet invånare är 2 856.
Terrängen runt Loreto är mycket platt. Runt Loreto är det mycket glesbefolkat, med 3 invånare per kvadratkilometer..
Trakten runt Loreto består i huvudsak av gräsmarker.